# Amber Tysiak
Amber Tysiak, née le 26 janvier 2000, est une footballeuse internationale belge qui joue au poste de défenseure centrale au West Ham UWFC.

## Biographie
Originaire d'Helchteren, Amber Tysiak pratique d'abord la gymnastique, qu'elle arrête rapidement. À l'âge de sept ans, son frère l'initie au football, qu'elle pratique, avec lui, dans le club local du KFC Helson Helchteren. Là-bas, elle joue avec les garçons jusqu'à ses seize ans. 

### En club
Après quatre saisons au KRC Genk où elle intègre l'équipe première dès ses 16 ans, Amber Tysiak signe à l'OH Louvain en avril 2020.
Le 13 janvier 2023, elle officialise son transfert au West Ham UWFC.

### En sélection
Le 29 septembre 2015, à l'âge de 15 ans, Tysiak dispute son premier match avec l'équipe de Belgique des moins de 17 ans face à la Géorgie. La rencontre se solde par une très large victoire belge 15-0. Le 17 octobre 2017, elle fait ses débuts avec la sélection des moins de 19 ans contre la Macédoine du Nord (large victoire 5-1). Elle joue avec les moins de 19 ans lors du Championnat d'Europe des moins de 19 ans en 2019, lors des matchs de groupe contre l'Espagne, l'Allemagne et l'Angleterre.
Amber Tysiak honore sa première sélection en équipe de Belgique le 18 février 2021 lors d'un match amical face aux Pays-Bas. Pendant cette rencontre, elle est titulaire et joue l'intégralité de la partie.
Le 25 novembre 2021, la défenseure inscrit ses premiers buts en sélection à l'occasion d'un triplé lors de la victoire 19-0 face à l'Arménie, la plus large de l'histoire de la sélection.
En février 2022, elle participe à la Pinatar Cup, un tournoi amical organisé en Espagne. Le tournoi est remporté par la Belgique.
Le 20 juin 2022, elle est sélectionnée par Ives Serneels pour disputer l'Euro 2022.

## Palmarès
Équipe de Belgique
- Pinatar Cup (1) :
  - Vainqueur : 2022.